# El Carrizal Grande
El Carrizal Grande es una localidad del estado mexicano de Guanajuato. Es parte del municipio de Irapuato.

## Demografía
| Gráfica de evolución demográfica |
|                                  |

| Censo | Población |
| ----- | --------- |
| 1900  | 555       |
| 1910  | 565       |
| 1921  | 327       |
| 1930  | 411       |
| 1940  | 349       |
| 1950  | 397       |
| 1960  | 720       |
| 1970  | 1 181     |
| 1980  | 1 725     |
| 1990  | 2 220     |
| 2000  | 2 353     |
| 2010  | 3 113     |
| 2020  | 3 652     |